# Novosedly na Moravě

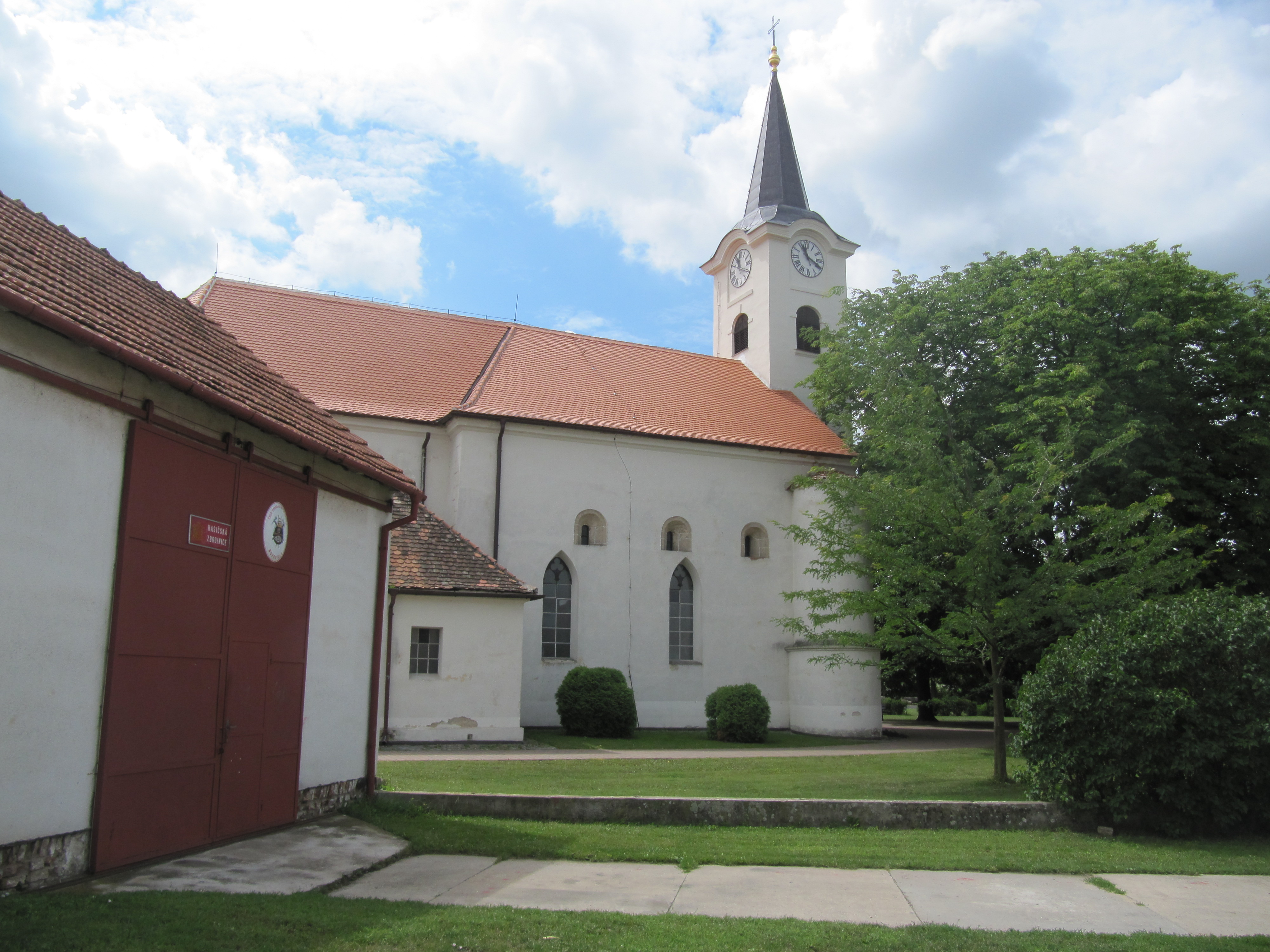
Die Pfarrkirche in Novosedly

Novosedly (deutsch Neusiedl) ist eine Gemeinde im Okres Břeclav in Tschechien. Der südmährische Ort ist als ein Längsdreieckangerdorf angelegt.

## Geographie
Wegen der Bodenbeschaffenheit wurde der Ort früher „Neusiedl am Sand“ genannt. Die Dürnholzer Berge mit der Alten Haide (260 m) und der Steinhaide (273 m), die Prerauer Berge im Süden mit dem Bergried (224 m) durchziehen das Gemeindegebiet mit rebenreichen Hängen. Die Nachbarortschaften sind Drnholec (Dürnholz) im Norden, Dobré Pole (Guttenfeld) im Osten, Nový Přerov (Neu Prerau) im Süden und Jevišovka (Jaispitz) im Westen.

## Geschichte
Im 11. bis 13. Jahrhundert kam es zu einer großen Siedlungsbewegung von West nach Ost. Mähren wurde von 1031 bis 1305 von der Dynastie der Přemysliden regiert. Um größere Gebiete landwirtschaftlich zu nutzen und damit höhere Erträge zu erzielen, bewarben sie die Kolonisten zum Beispiel mit zehn Jahre Steuerfreiheit (deutsches Siedlerrecht). Bis zum Jahre 1150 wurde das Gebiet um Mikulov (Nikolsburg) und Znojmo (Znaim) von deutschen Einwanderern aus Niederösterreich besiedelt. Die Anlage des Dorfes sowie die ui-Mundart bekunden, dass sie ursprünglich aus den bairischen Gebieten der Bistümer Regensburg und Passau stammten. Sie brachten neue landwirtschaftliche Geräte mit und führten die ertragreiche Dreifelderwirtschaft ein.
Die Pfarre wurde 1181 gestiftet. 1230 wurde der Ort der Mark Mähren zugesprochen. Neusiedl fiel unter die Herrschaft Dürnholz und somit an die Familien Falkenstein. Das Patronat lag bis zu dessen Auflösung im Jahre 1538 beim Kloster Rosa Coeli. In den Hussitenkriegen wurde der Ort im Jahre 1426 geplündert. Zur Herrschaft Dürnholz gehörig kam es mit dieser 1394 an die Familie Liechtenstein, welche den Ort bis 1848 verwaltete. Im Jahre 1576 erhielt Neusiedl das Recht auf einen Markt. Im 16. Jahrhundert tauchte der Ortsnamenszusatz „am Sand“ auf. Dieser Zusatz sollte die Ortschaft vom niederösterreichischen Neusiedl an der Zaya unterscheiden. Im 19. und 20. Jahrhundert jedoch war der Zusatz nicht mehr geläufig.
Während des Dreißigjährigen Krieges wird Neusiedl durch die Nikolsburger Besatzung überfallen und geplündert.
Im Jahre 1771 wird der Ort eine Expositur und 1785 eine eigene Pfarrgemeinde. Im gleichen Jahr wird der Friedhof von der Kirche weg verlegt. 1831 fordert die Cholera 72 Opfer, worauf auf dem Weg nach Prerau eine Feldkapelle mit dem gegeißelten Heiland errichtet wird. 1856 wurde ein Schulgebäude errichtet. Bis 1918 war diese Schule vierklassig. Des Weiteren mussten im Rathaus zwei weitere Klassen für die Kinder aus Neu Prerau unterhalten werden. 1871 erfolgte der Bau der Eisenbahnstrecke Lundenburg–Znaim und ein Jahr später der Bau einer Abzweigung von Neusiedl nach Laa an der Thaya. Im Jahre 1887 wütete ein Großbrand und zerstörte zwei Drittel der Ortschaft. Wochenmarkt war seit 1874 jeden Dienstag, er wurde später jedoch eingestellt, da der Dürnholzer Markt genügte. Aufgrund der Thayaregulierung wurde der Betrieb der alten Mühle (erstmals im Urbar 1414 erwähnt und später umgebaut) eingestellt. Der größte Teil der Einwohner lebte von der Landwirtschaft. Einen besonderen Stellenwert nahm hierbei der seit Jahrhunderten bekannte Weinbau ein. Zwar wurden durch die Reblausplage um 1900, ungefähr die Hälfte aller Weinstöcke vernichtet. Trotzdem behielt der Ort seine blühende Weinbaukultur mit mehr als 200 ha Anbaufläche. Weiters gab es neben dem üblichen Kleingewerbe eine Dampfmühle mit Lagerhaus, eine Käserei, eine Sparkassa und ein Ziegelwerk. Im Jahre 1883 wurde eine Freiwillige Feuerwehr gegründet.
Nach der Niederlage Österreich-Ungarns im Ersten Weltkrieg wurde der Ort Teil der neugegründeten Tschechoslowakei. Es kam durch neue Siedler und durch Neubesetzung von Beamtenposten zu einem vermehrten Zuzug von Personen tschechischer Nationalität. Im Münchner Abkommen wurde 1938 die Abtretung der sudetendeutschen Gebiete an das Deutsche Reich bestimmt. Infolgedessen gehörte Neusiedl bis 1945 zum Reichsgau Niederdonau.
Im Zweiten Weltkrieg starben 106 Ortsbewohner. Am 16. April 1945 floh ein Teil der Bevölkerung vor den anrückenden sowjetischen Truppen. Die Flüchtlinge wurden aber von diesen bei Retz eingeholt und kehrten teilweise nach Neusiedl zurück. Nach Kriegsende am 8. Mai 1945 wurden jene Territorien, die nach dem Münchener Abkommen bei Deutschland gewesen waren, wieder der Tschechoslowakei zugeordnet. Ab Ende Mai 1945 flohen deutsche Einwohner oder wurden in „wilden Vertreibungsaktionen“ über die nahe Grenze nach Österreich vertrieben. Dabei kam es zu 13 Toten unter den Vertriebenen aus Novosedly. Der Ort wurde neu besiedelt. In Übereinstimmung mit den Überführungszielen des Potsdamer Abkommens sollten alle in Österreich befindlichen Neusiedler nach Deutschland weiter transferiert werden. Trotzdem konnten etwa 150 Familien in Österreich verbleiben, der Großteil wurde in Deutschland ansässig. Zwei Personen wanderten in die USA und Brasilien und je eine nach Kanada und Australien aus.

## Wappen und Siegel
Ein Ortssiegel ist seit dem 17. Jh. bekannt. Das Siegel zeigt einen von einem reichen Blütenkranz umgebenen barocken Schild, der eine zweifenstrige Kirche mit gekreuztem Dach und einer sechseckigen Turmlaterne zeigt.

## Einwohnerentwicklung
Matriken werden seit 1649 geführt. Onlinesuche über das Landesarchiv Brünn. Grundbuchaufzeichnungen werden seit 1751 geführt.
| Volkszählung | Häuser | Einwohner insgesamt | Volkszugehörigkeit der Einwohner | Volkszugehörigkeit der Einwohner | Volkszugehörigkeit der Einwohner |
| Jahr         | Häuser | Einwohner insgesamt | Deutsche                         | Tschechen                        | Andere                           |
| ------------ | ------ | ------------------- | -------------------------------- | -------------------------------- | -------------------------------- |
| 1793         | 122    | 668                 |                                  |                                  |                                  |
| 1836         | 170    | 599                 |                                  |                                  |                                  |
| 1869         | 194    | 1.183               |                                  |                                  |                                  |
| 1880         | 200    | 1.288               | 1.278                            | 9                                | 1                                |
| 1890         | 230    | 1.364               | 1.358                            | 5                                | 1                                |
| 1900         | 246    | 1.343               | 1.334                            | 2                                | 7                                |
| 1910         | 252    | 1.348               | 1.341                            | 3                                | 4                                |
| 1921         | 288    | 1.427               | 1.309                            | 76                               | 42                               |
| 1930         | 332    | 1.472               | 1.278                            | 158                              | 36                               |
| 1939         |        | 1340                |                                  |                                  |                                  |

## Sehenswürdigkeiten
- Pfarrkirche St. Ulrich wurde 1780 ursprünglich gotisch umgebaut (1276)
- Rochuskapelle, ältester Bau mit Mariensäule, Ende 17. Jahrhundert
- Rathaus, Neubau 1912, mit Postamt, Gemeindegasthaus, Saal, und Behelfs-Unterrichtsräumen
- Schule, 1856 zweiklassig, für 1771 ist eine Lehrperson belegt, 1882 dreiklassig, 1918 vierklassig; wegen der Neuprerauer Kinder zwei weitere Klassen im Rathaus; 1939 erweitert, mit Kindergarten, Armenhaus und Notspital 1883
- Kriegerdenkmal

## Persönlichkeiten
- Mathias Krebs (1880–1962), Lehrer, Heimatforscher.
- Karl Mayer (1923–1998), Mundartdichter, Kulturpreisträger.

## Belege
1. ↑  http://www.uir.cz/obec/584746/Novosedly
2. ↑  Český statistický úřad – Die Einwohnerzahlen der tschechischen Gemeinden vom 1. Januar 2023 (PDF; 602 kB)
3. ↑   http://www.planet-wissen.de/kultur/mitteleuropa/geschichte_tschechiens/pwiedeutscheintschechien100.html
4. ↑   Joachim Rogall: Deutsche und Tschechen: Geschichte, Kultur, Politik  Verlag C.H.Beck, 2003. ISBN 3 406 45954 4. Geleitwort von Václav Havel. Kapitel: Die Přemysliden und die deutsche Kolonisierung S33 f.
5. ↑  Leopold Kleindienst: Die Siedlungsformen, bäuerliche Bau- und Sachkultur Südmährens, 1989, S. 9
6. ↑  Hans Zuckriegl: Wörterbuch der südmährischen Mundarten. Ihre Verwendung in Sprache, Lied und Schrift. 25,000 Dialektwörter, 620 S. Eigenverlag. 1999.
7. ↑  Codex diplomaticus et epistolaris Moraviae, Bl. IV, S. 121.
8. ↑  Hans Zuckriegl: Ich träum’ von einem Weinstock, Kapitel 7, S. 262.
9. ↑  Archiv Mikulov, Odsun Němců – transport odeslaný dne 20. kvĕtna, 1946.
10. ↑  Ludislava Šuláková, übersetzt von Wilhelm Jun: Die Problematik des Abschubs der Deutschen in den Akten des Städtischen Volksausschusses (MNV) und des Bezirks-Volksausschusses (ONV) Nikolsburg: Südmährisches Jahrbuch 2001 S. 45f, ISSN 0562-5262
11. ↑  Walfried Blaschka, Gerald Frodl: Der Kreis Nikolsburg von A–Z, Südmährischer Landschaftsrat, Geislingen an der Steige, 2006, S. 216.
12. ↑  Alfred Schickel, Gerald Frodl: Geschichte Südmährens. Band 3: Die Geschichte der deutschen Südmährer von 1945 bis zur Gegenwart. Südmährischer Landschaftsrat, Geislingen an der Steige 2001, ISBN 3-927498-27-0, S. 252 (Neusiedl).
13. ↑  Brunnhilde Scheuringer: 30 Jahre danach. Die Eingliederung der volksdeutschen Flüchtlinge und Vertriebenen in Österreich, Verlag: Braumüller, 1983, ISBN 3-7003-0507-9
14. ↑  Bruno Kaukal: Die Wappen und Siegel der südmährischen Gemeinden, 1992, Neusiedl, S. 158.
15. ↑  Acta Publica Registrierungspflichtige Online-Recherche in den historischen Matriken des Mährischen Landesarchivs Brünn (cz, dt). Abgerufen am 22. März 2011.